# Foxboro Hot Tubs
I Foxboro Hot Tubs sono un gruppo garage rock statunitense. Il gruppo ha esordito su Myspace nel marzo del 2007 pubblicando sei canzoni nella propria pagina ufficiale. In seguito, si scoprì trattarsi di un side project dei Green Day.

## Informazioni sul gruppo
La band è composta da Billie Joe Armstrong, Mike Dirnt, Tré Cool e Jason White che suonano musica garage rock sotto uno pseudonimo. La scoperta dell'identità della band non è stata immediata, a causa dell'iniziale anonimità del gruppo. In seguito i fan dei Foxboro Hot Tubs hanno notato, sulla pagina di MySpace del gruppo, molte analogie musicali tra la band e i Green Day. Tra queste vi sono l'inconfondibile voce di Billie Joe Armstrong e una sezione ritmica che ricorda lo stile musicale del bassista e del batterista dei Green Day Mike Dirnt e Tré Cool.
L'8 dicembre 2007, i Foxboro Hot Tubs hanno pubblicato il loro album di esordio Stop Drop and Roll!!!, in streaming e scaricabile gratuitamente in formato MP3. Alcuni giorni dopo, il 13 dicembre, gli MP3 sono stati tolti dal sito. Nel maggio del 2008 il lavoro è stato pubblicato in formato fisico, arrivando a toccare il 21º posto della classifica top200 di Billboard.
In seguito ad alcune esibizioni live della band in America si è definitivamente scoperto che sono i Green Day.
Nel 2010 il gruppo ha rivelato l'uscita di un secondo album. Durante il tour sono state cantate anche alcune canzoni del nuovo album come "It's Fuck Time". I Green Day nel 2012 hanno annunciato che ¡Dos!, per la sua musica garage rock, può essere considerato come il secondo album dei Foxboro Hot Tubs. Esso conterrà infatti anche la canzone "Fuck Time".

## Formazione
- Reverend Strychnine Twitch (Billie Joe Armstrong) - voce (2007 - presente)
- Mike Dirnt - basso e voce secondaria (2007 - presente)
- Tré Cool - batteria (2007 - presente)
- Frosco Lee (Jason White) - chitarra e cori (2007–presente)
- Jason Freese - tastiere, sax (2007–presente)
- Kevin Tyler Preston - chitarra ritmica

## Discografia

### Album
- Stop Drop and Roll!!!

### Singoli
- Mother Mary
- The Pedestrian
- Stop Drop and Roll

### Posizioni in classifica
| Anno | Titolo      | US Alt. | Album              |
| ---- | ----------- | ------- | ------------------ |
| 2008 | Mother Mary | 16      | Stop Drop and Roll |